# La Nueva Canción
La Nueva Canción es el segundo álbum grabado de la cantante dominicana Sonia Silvestre. Este disco fue dividido con canciones de la Nueva Canción Dominicana y Nueva Canción Cubana. Fue lanzado al mercado en 1976.

## Lista de canciones
| N.º | Título                             | Escritor(es)                      | Duración |  |
| 1.  | «Quiero una madre así.»            | Víctor Víctor                     | 2:03     |  |
| 2.  | «Te saludo, me despido.»           | Carlos Elías - Víctor Víctor      | 2:24     |  |
| 3.  | «Yo pisaré las calles nuevamente.» | Pablo Milanés                     | 2:23     |  |
| 4.  | «Es más, te perdono.»              | Noel Nicola                       | 3:18     |  |
| 5.  | «Vuela pena.»                      | Amaury Pérez                      | 4:44     |  |
| 6.  | «Nana a una niña de Vietnam.»      | Carlos Fco. Elías - Víctor Víctor | 2:03     |  |
| 7.  | «Martha.»                          | Carlos Fco. Elías - Víctor Víctor | 2:16     |  |
| 8.  | «Con el ejemplo.»                  | Víctor Víctor                     | 2:55     |  |
| 9.  | «El primer día.»                   | Vicente Feliú                     | 3:37     |  |
| 10. | «Su nombre es Pueblo.»             | Eduardo Ramos                     | 4:21     |  |
| 11. | «No fue en vano.»                  | Víctor Víctor                     | 1:45     |  |